# Norrbro
Norrbro (švedsko za 'Severni most') je ločni most čez Norrström v središču Stockholma. Razteza se proti severu od severne fasade kraljeve palače, prečka Helgeandsholmen pred stavbo Riksdag in od tam do Gustava Adolfs torga. Norrbro je zasnoval mestni arhitekt Erik Palmstedt (1741–1803) v neoklasicističnem slogu.

## Zgodovina
Norrbro je bil eden prvih mostov v Stockholmu, zgrajen iz kamna. Dokončan je bil v desetih letih, severni del, ki ga podpirajo trije loki, je bil končan leta 1797, južni, ki ga podpira en sam lok, pa leta 1806. Norrbro je nadomestil dva stara lesena mostova, Slaktarehusbron in Vedgårdsbron, ki sta bila oba porušena ob njegovi dokončanju.
V mnogih pogledih je Norrbro dolgo časa ostal most brez primere v Stockholmu, saj je presegal vse druge ne le po svoji širini (19 m) in razponu, temveč tudi kot prva ulica, ki je bila tlakovana in opremljena z ločenimi pločniki.
Za temeljna dela mostu je Erik Palmstedt uvedel novo metodo. Podstavek stebra je bil zidan na barži z visokimi stenami, ki je bila nato napolnjena z dovolj vode, da je potonila do pilotov na dnu. Tam so se stene barže ločile od dna, ki je posledično postalo ležišče stebra, medtem ko so se stene ponovno uporabljale. Glavni graditelj je bil inovator Jonas Lidströmer.

## Galerija
- Nočni pogled na vodo, ki teče pod Norrbrom decembra 2006
- Eden od nekdanjih mostov leta 1761
- Južni del mostu marca 2007. V ozadju so stavba Riksdaga, Mynttorget in Riddarholmskyrkan
- Severni del Norrbra pred stavbo Riksdaga, pogled s torga Gustaf Adolfs, pod jezerom Mälaren se izliva v Baltsko morje

## Obnova
Po več kot 200 letih brez večjih popravil je most kazal znake staranja in hude škode, ki so jo povzročili predvsem šibkejši temelji. Most je bil v nevarnosti, da se zruši, promet pa je bil prepovedan. Deževnica je pronicala v Stockholmski srednjeveški muzej (Stockholms medeltidsmuseum), ki je pod osrednjim delom mostu, in opeke so padale.
Leta 2007 je mesto Stockholm začelo obsežen program prenove, med katerim je bil praktično celoten most razstavljen in ponovno zgrajen. 23. januarja 2010 je most Norrbro ponovno odprla prestolonaslednica Viktorija. Položila je zadnji granitni kamen v prehod, s čimer se je nadaljevala dolga zgodovina mostu, za katerega je temeljni kamen položil kralj Gustav III.